# Comarque de Logroño
La comarque de Logroño (La Rioja - Espagne) se situe dans la région Rioja Media, de la zone de Vallée.

## Municipalités
- Albelda de Iregua,
- Alberite,
- Alcanadre,
- Arrúbal,
- Ausejo,
- Cenicero,
- Clavijo (La Unión de los Tres Ejércitos),
- Corera,
- Daroca de Rioja,
- El Redal,
- Entrena,
- Fuenmayor (Barrio de la Estación),
- Galilea,
- Hornos de Moncalvillo,
- Lagunilla del Jubera (Ventas Blancas, Villanueva de San Prudencio, Zenzano),
- Lardero,
- Logroño (El Cortijo, La Estrella, Varea, Yagüe),
- Medrano,
- Murillo de Río Leza,
- Nalda (Islallana),
- Navarrete,
- Ocón (Aldealobos, Las Ruedas de Ocón, Los Molinos de Ocón, Oteruelo, Pipaona, Santa Lucía),
- Ribafrecha,
- Robres del Castillo (Behesillas, Buzarra, Oliván, Valtrujal, San Vicente de Robres),
- Santa Engracia del Jubera (Bucesta, El Collado, Jubera, Reinares, San Bartolomé, San Martín, Santa Cecilia, Santa Marina),
- Sojuela,
- Sorzano,
- Sotés,
- Torremontalbo (Somalo),
- Ventosa,
- Villamediana de Iregua (Puente Madre)

### Sources
- (es) Cet article est partiellement ou en totalité issu de l’article de Wikipédia en espagnol intitulé « Comarca de Logroño » (voir la liste des auteurs).